# Habenaria mosambicensis
Habenaria mosambicensis är en orkidéart som beskrevs av Rudolf Schlechter. Habenaria mosambicensis ingår i släktet Habenaria och familjen orkidéer.
Artens utbredningsområde är Moçambique. Inga underarter finns listade i Catalogue of Life.